# Všelibice
Všelibice är en ort i Tjeckien. Den ligger i den norra delen av landet, 70 km nordost om huvudstaden Prag. Všelibice ligger 388 meter över havet och antalet invånare är 522.
Terrängen runt Všelibice är platt åt sydväst, men åt nordost är den kuperad. Terrängen runt Všelibice sluttar söderut.Runt Všelibice är det ganska tätbefolkat, med 100 invånare per kvadratkilometer. Närmaste större samhälle är Liberec, 15,3 km nordost om Všelibice. Omgivningarna runt Všelibice är en mosaik av jordbruksmark och naturlig växtlighet.